# Софіївське лісництво
Софі́ївське лісництво — структурний підрозділ Канівського лісового господарства Черкаського обласного управління лісового та мисливського господарства.
Офіс знаходиться у с. Софіївка, Черкаський район, Черкаська область.

## Лісовий фонд
Лісництво охоплює ліси Черкаського району на площі 3391 га.

## Об'єкти природно-заповідного фонду
У віданні лісництва перебувають об'єкти природно-заповідного фонду:
- ботанічні пам'ятки природи місцевого значення Вікове дерево дуба, Дерево «Сосни-сестри», Дубина, Насадження дуба.